# Prefectura del Guadalquivir Alto
La prefectura del Guadalquivir Alto —también conocida como prefectura de Jaén— fue una división administrativa vigente durante el reinado de José Bonaparte en España, cuya capital era Jaén.

## Historia
Antes de la llegada de José Bonaparte, España se encontraba dividida en reinos, provincias, e intendencias, una división que al gobierno josefino le costaría gestionar. Es por ello que en 1809 se proyecta una nueva ordenación territorial que dividiría el reino en departamentos, similares a las establecidas en Francia. Esta división no seguirían razones históricas, si no geográficas, y estás recibirían el nombre de accidentes geográficos como ríos y cabos. En este proyecto el departamento de Guadalquivir Alto estaría formado por el hasta entonces Reino de Jaén y la Intendencia de Nuevas Poblaciones de Andalucía y Sierra Morena, además de anexar territorio del Reino de Murcia. Este proyecto reflejaba como capitalidad a La Carolina.
Es el 17 de abril de 1810 cuando José Bonaparte decretó la división del reino en treinta y ocho prefecturas y con los mismos límites que se proyectó para el departamento de La Carolina, esta vez con la ciudad de Jaén como capital de la prefectura, y a su vez divididas en 3 subprefecturas: Jaén, La Carolina y Úbeda.
La guerra de Independencia impidió que este orden territorial se aplicara correctamente debido a que algunas zonas de la península eran rebeldes a José I. Terminada la guerra desapareció el ordenamiento territorial de las prefecturas para volver al modelo anterior del Antiguo Régimen, convirtiéndose la prefectura del Guadalquivir Alto de nuevo como Reino de Jaén. En 1822 durante el régimen liberal se proyectó una nueva división de provincias, que llegada del régimen absolutista hizo que nunca llegara a implantarse. No sería hasta 1833 cuando definitivamente se implanta la reforma ideada por Javier de Burgos formándose la provincia de Jaén, prácticamente con los mismos límites que se le otorgaron a la prefectura del Guadalquivir Alto y quedando invariable hasta nuestros días.

## Nombramientos
| Nombrado          | Título                     | Nombre                   |
| ----------------- | -------------------------- | ------------------------ |
| 1 de mayo de 1810 | Prefecto                   | Manuel de Mier y Salcedo |
| 1 de mayo de 1810 | Subprefecto de Jaén        | Fernando Cháves          |
| 1 de mayo de 1810 | Subprefecto de La Carolina | Mariano Villalba         |
| 1 de mayo de 1810 | Subprefecto de Úbeda       | Miguel José García       |